# Fort Independence
Fort Independence è un forte di architettura moderna in granito costruito a difesa del porto di Boston (Contea di Suffolk, Massachusetts, Stati Uniti d'America), su un terreno che in passato era separato dalla terraferma: Castle Island. Conosciuto anche come Castle William, Castle William and Mary, Fort Mary, durante il periodo coloniale, poi Fort Adams e infine Fort Independence, è diventata un'area protetta federale e i suoi cannoni sparano a salve in occasione di cerimonie ed è stato aggiunto al National Register of Historic Places nel 1970.

## Storia

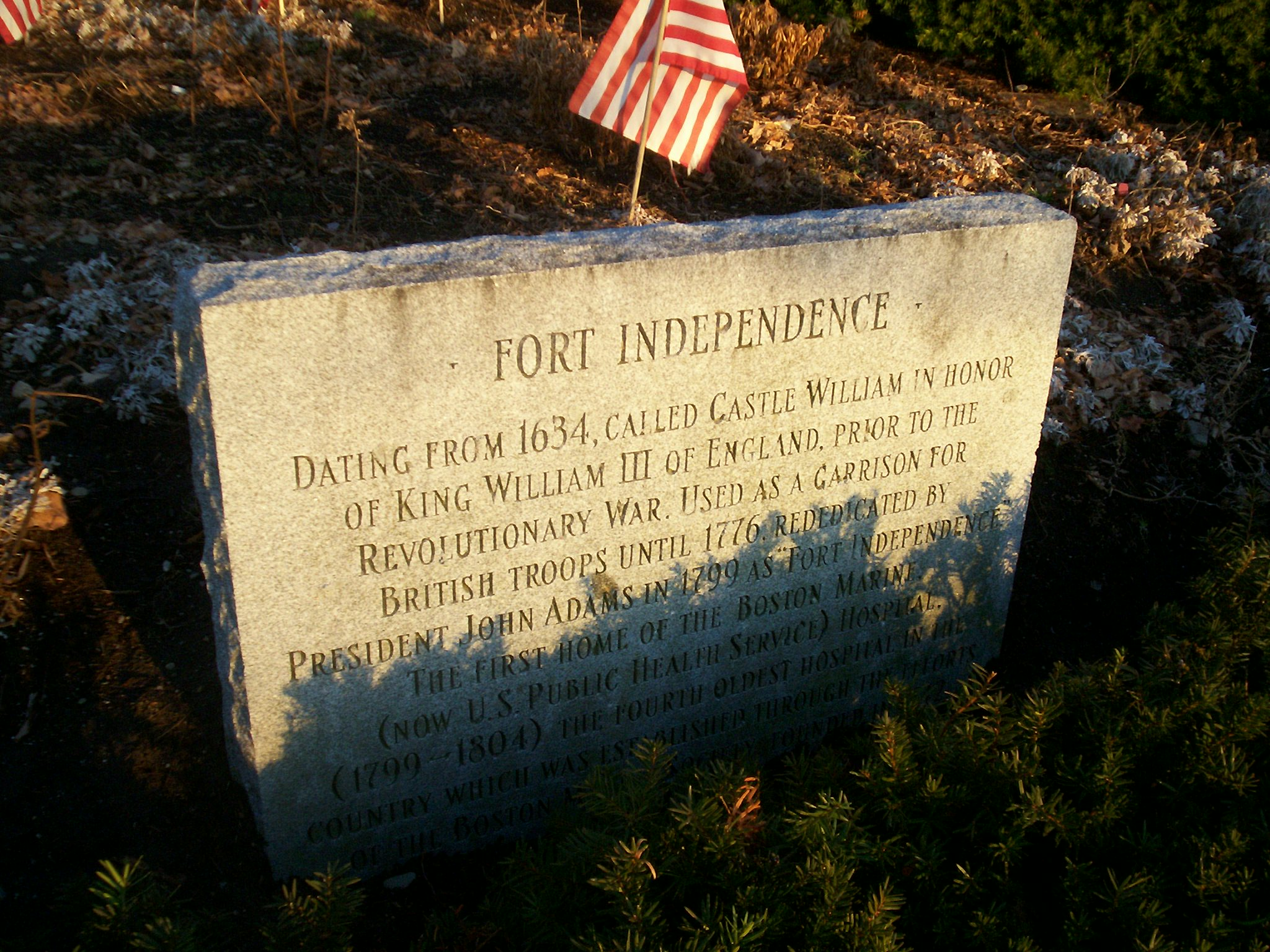
Lapide commemorativa

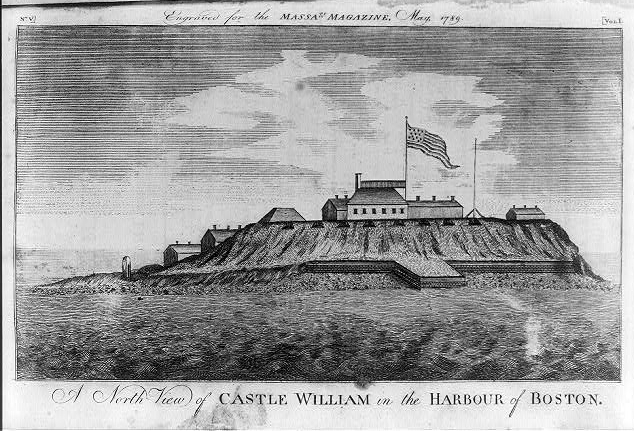
Stampa pubblicata sul Massachusetts Magazine (maggio 1789)

Fort Independence è tra le più antiche installazioni militari degli Stati Uniti d'America.

La prima realizzazione, una struttura difensiva in legno, risale al 1643, ma già in precedenza l'isola era presidiata da cannoni, vista la sua posizione strategica. La costruzione subì modifiche, bruciò e venne riedificata.

Venne rifatto in mattoni nel 1701 e fu chiamato Fort Williams in onore di Guglielmo III d'Inghilterra.
Quando gli inglesi furono costretti ad abbandonare il forte, nel 1776, lo distrussero.

Nel 1778 il forte è comandato dal tenente colonnello Paul Revere.

Viene adibito a prigione nel 1785 e passa direttamente sotto il controllo del governo federale.

Il secondo presidente degli Stati Uniti d'America John Adams visita il forte nel 1799. In quel periodo assume il nome attuale.

Durante la guerra del 1812 serve agli americani come difesa dai britannici, che volevano ritornare in possesso delle ex-colonie.

Viene nuovamente ricostruito nel 1834 (per l'ottava volta), in granito con cinque bastioni, sotto la direzione del Colonnello Sylvanus Thayer. L'opera sarà completata nel 1851.
La Castle Island era effettivamente un'isola, venne poi collegata alla terraferma mediante un ponte. La necessità di espandere le strutture portuali di Boston comportarono la sottrazione di terra al mare e nel 1928 alla realizzazione di un terrapieno di cemento che trasformarono Castle Island in una penisola.

## Influenza culturale
Si racconta che il romanzo di Edgar Allan Poe Il barile di Amontillado, che narra di una persona murata viva, fu ispirato allo scrittore da una storia che sentì mentre si trovava a Fort Independence nel 1827. Fonti biografiche confermano solo che lo scrittore passò cinque mesi, arruolato come soldato semplice col nome di Edgar A. Perry, nel forte.

## Forti omonimi negli Stati Uniti d'America
Altri forti con lo stesso nome negli Stati Uniti d'America:
- Fort Independence, vicino al borgo di Independence in California.
- Fort Independence sulla collina Mount Independence (Coordinate geografiche: 42°21′31.57″N 71°03′28.1″W) vicino al Lago Champlain nel Vermont.